# Perigonia passerina
Perigonia passerina là một loài bướm đêm thuộc họ Sphingidae. Nó được tìm thấy ở Bolivia, Argentina và Brasil.
Nó giống với Perigonia lusca lusca,nhưng phía giữa của rìa ngoài cánh trước lồi hơn. Phía trên cánh trước có màu nền xám hơn.
Con trưởng thành bay vào tháng 7 và tháng 12 in Bolivia, suggesting there are two generations per year.